# Здравствуй, столица!
«Здравствуй, столица!» — художественный фильм Леонида Марягина, вторая часть его автобиографической дилогии (первая — «101-й километр»). По замыслу Леонида Марягина фильм должен был стать второй частью трилогии, однако её заключительный фильм — «Семь лет без взаимности», повествующий об эпохе перестройки, — режиссёр снять не успел.
Дебютная работа Александра Лымарева в кино.

## Сюжет
1960-е годы. Главный герой фильма — юный провинциал Сева, отслужив на Балтийском флоте, приезжает в Москву, чтобы поступить в Литературный институт. В ресторане он знакомится с известным кинорежиссёром, который предлагает ему работу в съёмочной группе своего нового фильма. Постепенно Сева осознаёт, что хочет стать режиссёром — и решается ради этого пройти все испытания.

## В ролях
- Александр Лымарев — Сева Мокшин
- Владимир Меньшов — Иван Давыдович
- Кристина Бабушкина — Галка, проститутка
- Игорь Алдонин — губан
- Ирина Леонова — Тамара, дочь министра
- Наталья Винтилова — Элла
- Стас Николаев — Певзнер
- Олег Жуков — Вова Новый, уголовник
- Егор Баринов — Бадай, уголовник
- Максим Синицин — велосипедист, уголовник
- Алексей Алексеев — Булка, уголовник
- Николай Аверюшкин — Мих Мих, режиссёр фильма «Цена человека»
- Владимир Васильев — оператор
- Александр Касаткин — ассистент оператора
- Елена Камочкина — помощник режиссёра
- Елена Ермакова — гримёр
- Павел Сарычев — нарядчик
- Борис Бачурин — комиссар милиции
- Светлана Михалищева — новая героиня
- Ренат Давлетьяров — новый режиссёр
- Александр Котелевский — новый режиссёр
- Ия Саввина — хозяйка комнаты
- Лариса Кузнецова — Верочка, редактор
- Армен Медведев — директор студии
- Георгий Склянский  — рецензент
- Татьяна Орлова — следователь
- Александр Павлов — отец Тамары
- Сергей Лавыгин — Василий Завирюха
- Леонид Павлючик — сержант на вокзале
- Дмитрий Персин — майор Бичев
- Игорь Кантюков — Эрик, композитор
- Алексей Волгородский — мэтр «Националя»
- Анна Каракаева — «Мадам Дюпон»
- Виктор Лакирев — полковник милиции
- Руслан Чураков — киногерой-блондин
- Дмитрий Прокофьев — прораб
- Евгений Куршинский — работяга
- Николай Иванов — парень в общежитии
- Анна Воронова — Клаша
- Александр Чернявский — охранник Тамары
- Фёдор Добронравов — таксист
- Нина Гогаева — ночная посетительница
- Светлана Корсун — вокзальная девушка
- Олег Протасов — боксер Коробов
- Валерий Шейн — «Солидняк» из Ростова
- Денис Яковлев — бритый
- Зоя Исаева — соседка

## Съёмочная группа
- Автор сценария: Леонид Марягин
- Режиссёр: Леонид Марягин
- Оператор: Юрий Невский
- Художник: Юрий Бурашов
- Продюсер: Наталья Попова
- Производство: ЖАНР («Мосфильм»)

## Награды
- 2004 — Канский кинофестиваль — «Московская премьера» (Приз оргкомитета фестиваля «За создание автобиографической дилогии»; посмертно — Леонид Марягин)